# Serial Killers
Pour plus de détails, voir Fiche technique et Distribution.
Serial Killers (Killers) est un film américain réalisé par Mike Mendez en 1996.

## Synopsis
Odessa James et son frère Kyle, deux tueurs, se sont échappés de la prison où ils étaient enfermés depuis plusieurs années pour avoir tué leurs parents. Pendant leur fuite, ils décident de faire une halte chez une famille américaine, mais cette famille va commencer à révéler de bien étranges penchants.

## Fiche technique
- Titre : Real Killers
- Titre original : Killers
- Réalisateur : Mike Mendez
- Scénario : Mike Mendez
- Producteur : Dave Larsen
- Coproducteur : Joseph E. Jones-Marino
- Producteur associé : Kumiko Yoshii
- Producteur exécutif : S.E. Larsen
- Durée : 96 minutes
- Genre : Horreur et thriller
- Interdit aux moins de 12 ans

## Distribution
- Dave Larsen : Odessa James
- David Gunn : Kyle James
- Damian Hoffer : Rea Ryan
- Nanette Bianchi : Jami Ryan
- Renée Cohen : Jenny Ryan
- Wendy Latta : Lorna